# 愛媛県道335号松山川内自転車道線
愛媛県道335号松山川内自転車道線（えひめけんどう335ごう まつやまかわうちじてんしゃどうせん）は、愛媛県松山市市坪西町から東温市北方を結ぶ一般県道である。
なお、本路線は「重信川自転車道」として整備されている自転車道の一部である（後述）。

## 概要

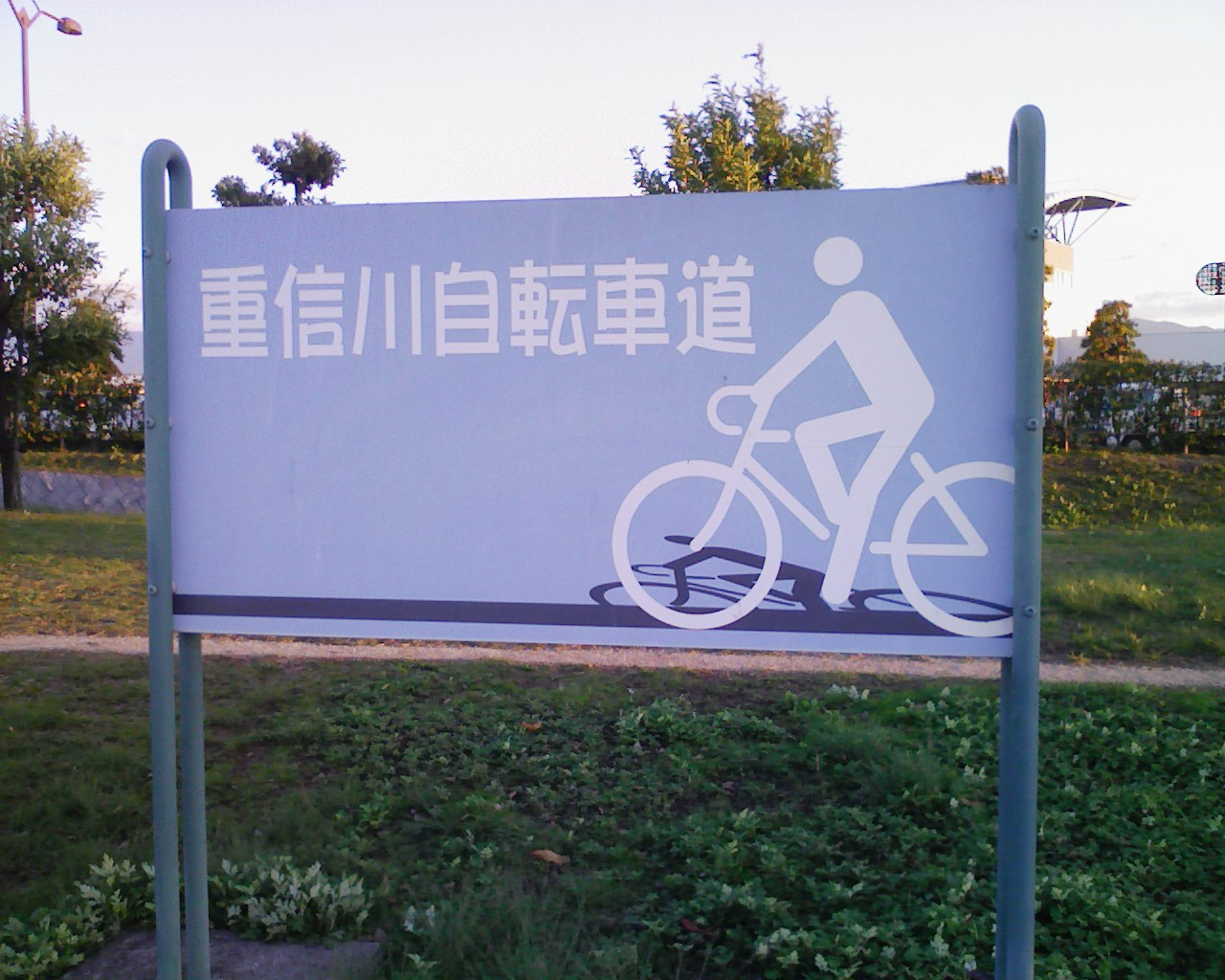
重信川自転車道の看板（起点付近）

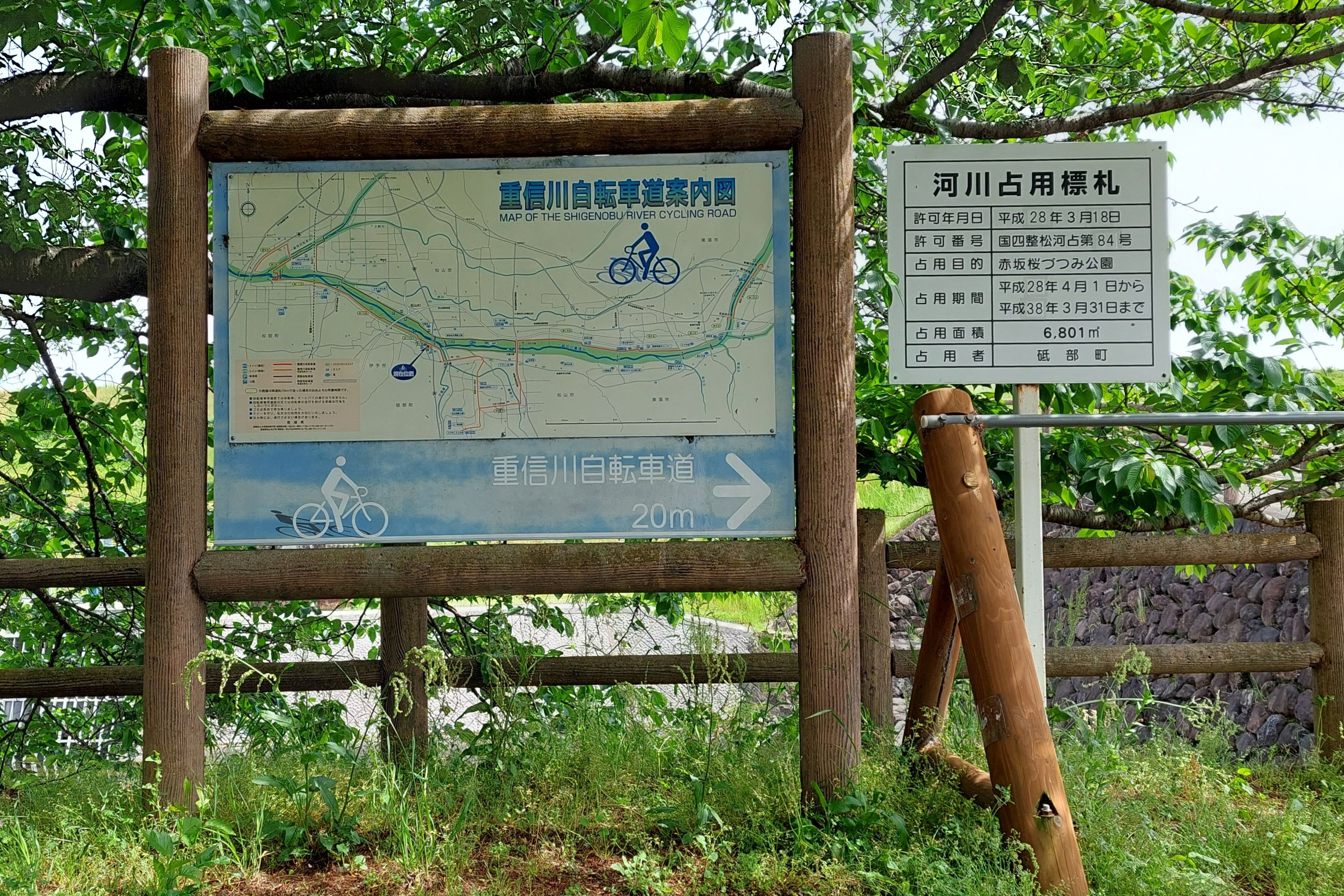
砥部町赤坂泉公園内の案内図

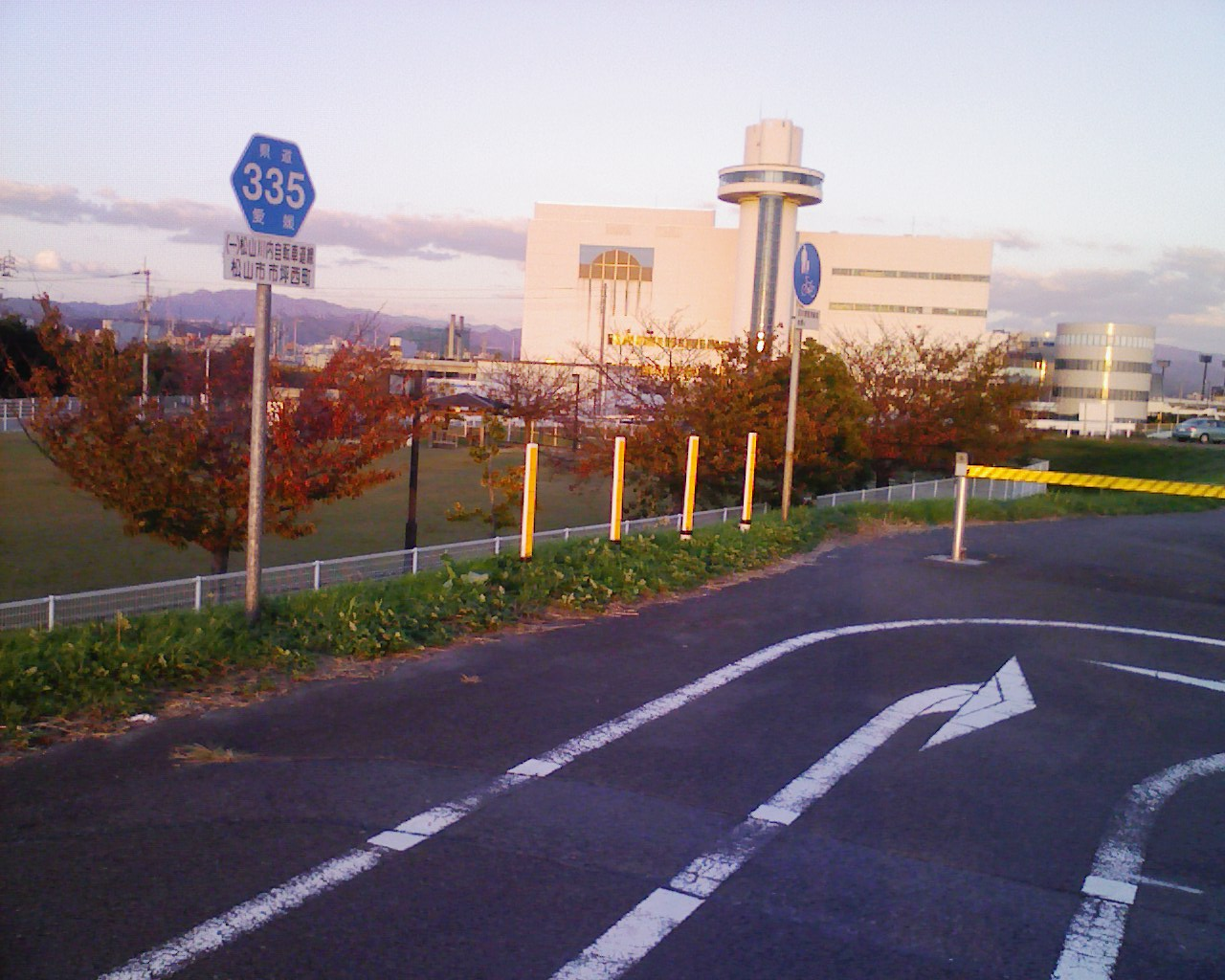
であい自転車道橋付近。右側の白い建物はゴミ処理施設の松山市南クリーンセンター

松山中央公園より重信川沿いを通り、伊予郡砥部町の愛媛県総合運動公園などの県の主要施設付近を通り、えひめこどもの城付近で折り返し、再び重信川沿いに戻り、東温市の国道11号との交点付近を結んでいる。
単独区間は自転車・歩行者専用道路であり、一般車両の通行は禁止されている。ただし、河川の管理用の車両が通行することがある。

### 路線データ
- 起点：愛媛県松山市市坪西町（松山中央公園）
- 終点：愛媛県東温市北方（茶堂公園）

## 歴史
- 1989年（平成元年） - 工事着手
- 1999年（平成11年） - であい自転車道橋の供用開始
- 2000年（平成12年） - 第1工区（松山市中央公園 - 砥部町国道33号）全線供用
- 2001年（平成13年） - 第2工区（久谷大橋 - 東温市国道11号）の事業着手

## 地理

### 通過する自治体
- 愛媛県
松山市 - 伊予郡松前町 - 伊予郡砥部町 - 松山市 - 東温市

### 交差する道路
重複区間は一般道であり、自転車専用道ではない。重複区間には市道なども含まれるが、ここでは省略する。
- 国道56号
- 愛媛県道16号松山伊予線
- 愛媛県道23号伊予川内線（重複区間あり）
- 国道33号
- 愛媛県道194号久谷森松停車場線（重複区間あり）
- 愛媛県道207号三坂松山線（重複区間あり）
- 愛媛県道40号松山東部環状線（重複区間あり）
- 愛媛県道209号美川松山線
- 愛媛県道193号森松重信線
- 愛媛県道334号松山川内線
- 国道11号

### 沿線
- 松山中央公園
- 松山市南クリーンセンター
- JR予讃線市坪駅
- 愛媛県立松山中央高等学校
- 南海放送サンパーク
- 松山インターチェンジ
- パルティ・フジ砥部
- 愛媛県生涯学習センター
- 愛媛県総合運動公園
- 愛媛県立とべ動物園
- えひめこどもの城
- 杖ノ淵公園
- 愛媛県森の交流センター
- 愛媛県花き総合指導センター
- パルティ・フジ見奈良
- 松山刑務所
- 伊予鉄道横河原線横河原駅
- 川内インターチェンジ

## 重信川自転車道
重信川自転車道は、重信川の河川敷を利用し、松山市から東温市に至る延長24.5kmの自転車歩行車道で、重信川沿いの良好な自然環境を満喫することができ、地域住民の通勤通学等の日常生活の利便性・安全性の向上にも役立っている。
- 起点：愛媛県松山市余戸南（国道56号出合大橋北交差点）
- 終点：愛媛県東温市北方（茶堂公園・愛媛県道335号松山川内自転車道線終点）